# Apomarsupella africana
Apomarsupella africana là một loài rêu tản trong họ Gymnomitriaceae. Loài này được (Stephani ex Bonner) R.M. Schust. miêu tả khoa học lần đầu tiên năm 1996.